# 软盘
，是一种碟盤存儲設備，主要部分是一张薄软的磁儲存介质盘片，盘片封装在矩形塑料壳中，内衬有用于清理灰尘的纤维织物。读写软盘需要借助软盘驱动器（英語：floppy disk drive，缩写：FDD）。
第一个软盘是由IBM於1971年開發出的，直徑8吋。隨著硬體技術的發展與使用的需要，又衍生出5.25吋的软盘，並广泛使用在Apple II、IBM PC及其他相容電腦上。蘋果1984年在Mac機開始採用3.5吋軟碟片，此時容量还不到1MB，後來，由日本索尼的3.5吋軟碟片容量有1.44MB所取代，這種軟碟片在80至90年代盛行。在20世紀後期，3.5吋軟碟機仍是電腦普及設備之一，但是在進入21世紀後後逐漸過時並被淘汰。

## 發展

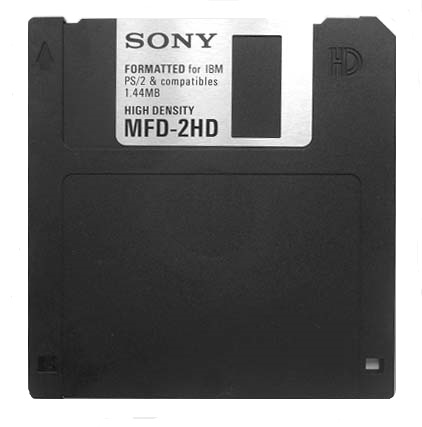
3.5英寸的1.44MB软盘曾盛行二十多年

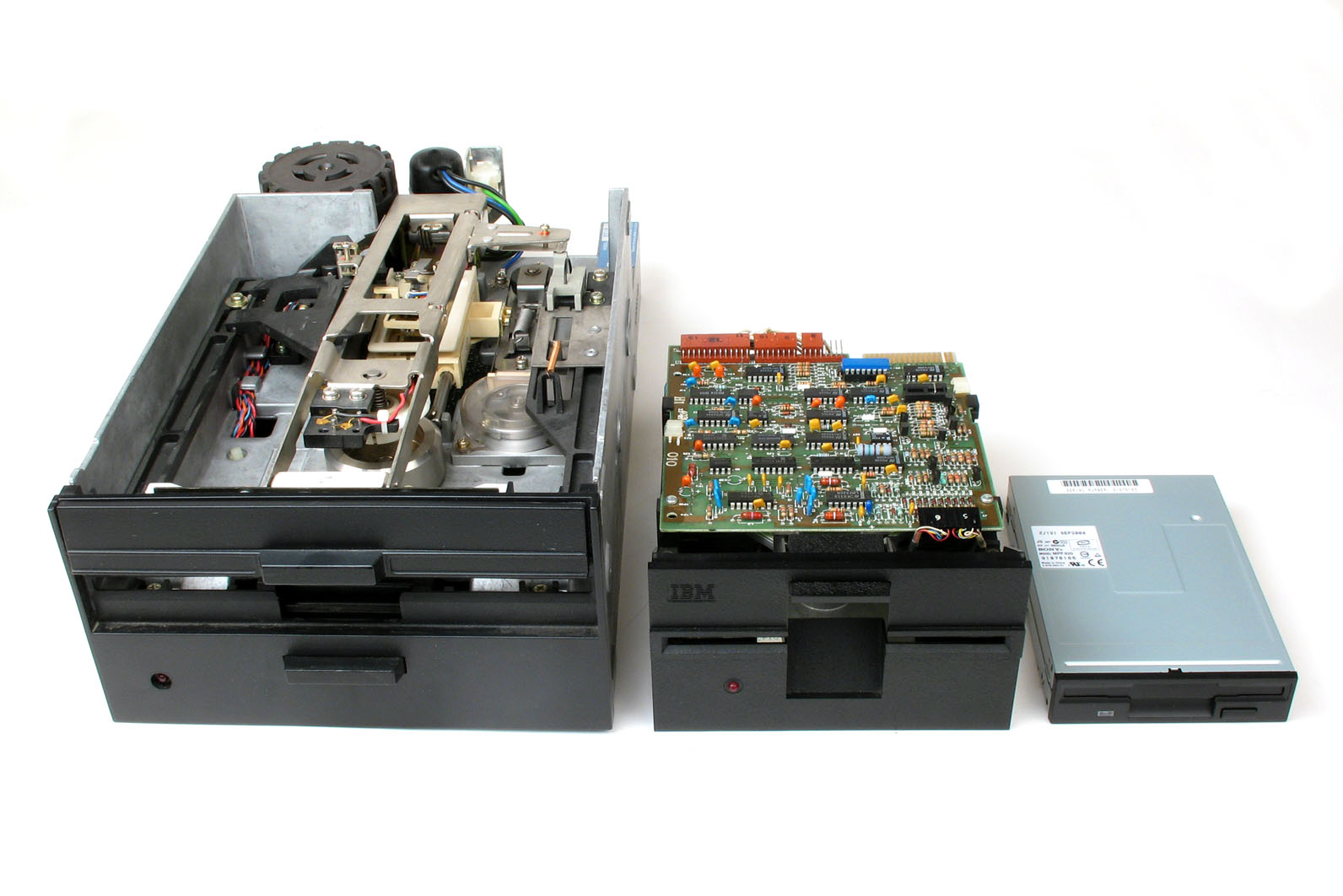
8吋、5.25吋及3.5吋軟碟機（Floppy Disk Drives）

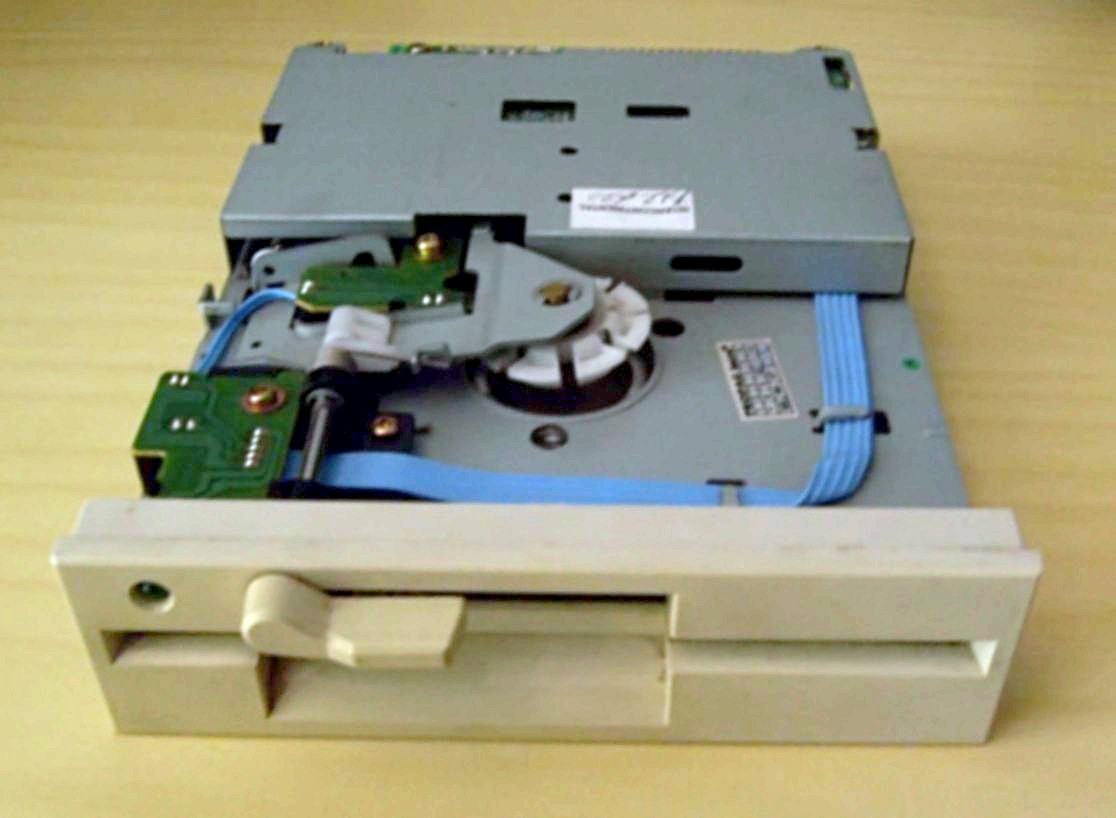
5.25吋軟碟機

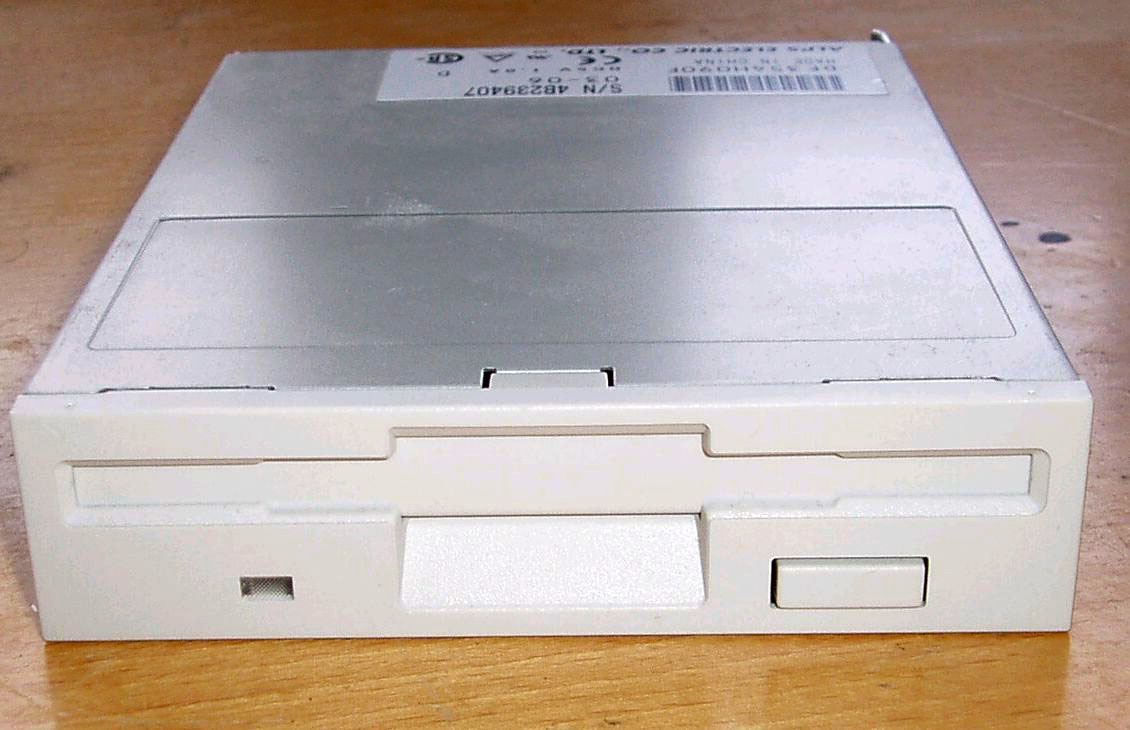
適用置於台式機的3.5吋軟碟機

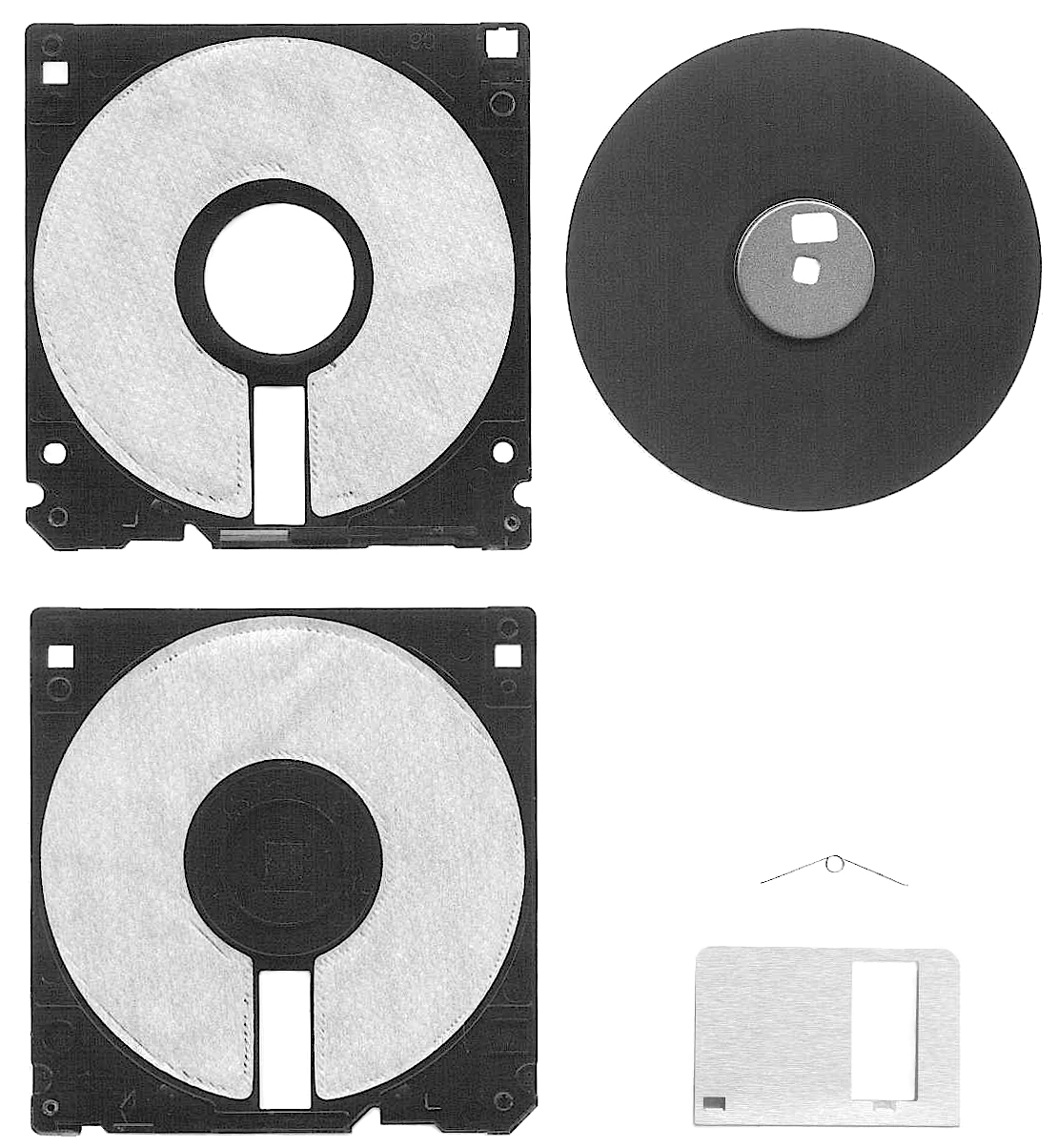
拆開的3.5吋磁片

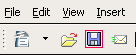
雖然軟碟不再被使用，許多軟體仍使用軟碟作為“保存数据”功能按钮的圖標

1981年，日本索尼公司首次推出3.5吋軟碟，隨著硬體加工技術的發展，軟碟尺寸漸漸減小，容量漸漸增加。軟碟直至2000年代仍為電腦必備設備之一，因為把它製作成電腦開機片以及更新BIOS時需要用到。但是由於軟碟讀取方式的侷限，磁頭在讀寫磁片資料時必須接觸碟片，而不是像硬碟那樣懸空讀寫，因此軟碟已經難以滿足大量和高速的資料儲存，而且軟碟的儲存穩定性也較差，一張正常的軟碟，容易受到外界環境影響，如受熱、受潮、多次讀寫，均使之壽命減少。後來雖然有很多升級產品如zip Drive、SuperDisk（LS-120）及Jaz Drive等，但是都難以同時解決相容性和速度容量兩者直接的矛盾。隨著光碟、USB隨身碟、行動硬碟等移動儲存介面的應用，5.25英寸及8英寸的軟碟已極為罕見，3.5英寸的軟碟使用也漸被淘汰。

### 由盛行到被淘汰
3.5吋軟碟在1980至1990年代曾盛極一時，1996年時全球有多達50億片軟碟正在使用。直到HDD、CD-ROM、USB儲存裝置出現後，軟碟銷量逐漸下滑。
1998年蘋果公司推出第一代iMac，是第一台捨棄軟碟機的電腦。戴爾2003年推出的Dimension桌上型電腦也放棄對軟碟機支援。之后，配備軟碟機的新電腦越来越少。
2007年2月，歐洲最大的電腦零售連鎖店尖主席宣佈停止銷售軟碟機和軟碟片。2009年9月，索尼公司宣佈，已經於該年上半年內全面停產3.5吋軟碟機產品，預計在該年年內就會清空庫存，徹底退出該市場。不過索尼同時也宣佈，軟碟機產品線停產後，公司仍將保留軟碟片產品線，繼續進行製造和銷售。
2010年4月，索尼公司宣佈；由於DVD及USB隨身碟等大容量儲存設備普及造成軟碟需求急劇下滑，於2011年3月停產3.5吋軟碟片。日本絕大多數廠家都已經停產3.5吋軟碟片，軟碟機也幾乎已經停產。往後推出市面的電腦機箱已不再設有軟碟機介面了，而軟碟機也跟著被具有熱插拔特性的USB/IEEE 1394/Thunderbolt/PCMCIA/SATA接頭與讀卡機取代。同時軟碟在儲存媒介的主流地位亦被行動硬碟、隨身碟、記憶卡替代。

### 現行使用狀況
2010年代，儘管全部大廠已經宣布不再生產軟碟機，然而，仍有廠商推出傳統內接式或是USB介面的外接式軟碟機，以供應市場上的需求，軟碟片之所以在市場上仍占一席之地，係因在許多的企業、政府機關、研究單位，仍然需要在一些較舊型電腦或工業電腦等特殊環境使用軟碟機來做資料文件的傳輸。
雖然软盘本身已經逐漸被淘汰，但如今許多軟體介面的「儲存」按鈕仍會以軟碟作為圖示。
2023年底，日本經濟產業省在34项省令中剔除“软盘”等用语。以前的省令规定，個人和機構如果要向經濟產業省提交材料，這些材料應該放在軟盤中。
2024年6月28日，日本政府已废除所有使用软盘的规定。

## 種類
- 8吋軟碟
  - 固定磁區（hard-sectored），每一磁區有一光學導引孔，另在兩孔間加一孔以識別第一磁區
  - 軟體磁區（soft-sectored），每一圈只有一個光學導引孔，磁區分配由軟體自行決定與判斷。（以後的5.25吋與3.5吋軟碟基本上都是軟體磁區）

- 5.25吋軟碟
  - 標準MFM格式，使用於IBM PC及相容電腦
    - 160kB，單面40軌8扇區
    - 180kB，單面40軌9扇區
    - 320kB，雙面40軌8扇區
    - 360kB，雙面40軌9扇區
    - 1.2MB，雙面80軌15扇區

  - 私有編碼格式
    - Apple II電腦的Disk II所使用的專屬編碼格式。

- 3.5吋軟碟
  - 360kB，單面80軌9扇區
  - 720kB，雙面80軌9扇區
  - 1.44MB，雙面80軌18扇區
  - 1.68MB或其它容量，在1.44MB的設備上作成的較高容量格式；雙面80軌21扇區或其它
  - 2.88MB，雙面80軌36扇區

- 高容量特殊軟碟
  - ZIP
    - ZIP100，每片100MB
    - ZIP250，每片250MB

  - SuperDisk
    - LS-120，每片120MB
    - LS-240，每片240MB